# IELTS
International English Language Testing System (abreviat IELTS, română: Sistemul internațional de testare a limbii engleze) este un test internațional standardizat de cunoaștere a limbii engleze pentru vorbitorii non-nativi de limba engleză. Acesta este gestionat în comun de British Council, IDP și Cambridge English și a fost înființat în 1989. IELTS este unul dintre cele mai importante teste de limbă engleză din lume. Testul IELTS are două module: Academic și General Training. IELTS One Skill Retake a fost introdus pentru testele susținute de calculator în 2023, ceea ce permite unui candidat să reia oricare dintre secțiunile testului (Ascultare, citire, scriere și vorbire).

## Caracteristicile IELTS
IELTS Academic și IELTS General Training sunt concepute pentru a acoperi întreaga gamă de abilități de la non-utilizator sau utilizator mediu la utilizator expert. Versiunea academică este destinată persoanelor care doresc să studieze la nivel terțiar într-o țară vorbitoare de limba engleză sau să se înregistreze profesional. Versiunea General Training este destinată persoanelor care doresc să lucreze, să urmeze cursuri de formare, să studieze într-o școală secundară sau să emigreze într-o țară anglofonă.
Diferența dintre versiunile Academic și General Training constă în conținutul, contextul și scopul sarcinilor. Toate celelalte caracteristici, cum ar fi alocarea timpului, lungimea răspunsurilor scrise și raportarea scorurilor, sunt aceleași.

## Structura testului IELTS

### Module
Există două module ale IELTS:
- Modul Academic
- Modul de pregătire generală

### Cele patru părți ale testului IELTS
| Parte                    | Durată                | Note                                                   |
| ------------------------ | --------------------- | ------------------------------------------------------ |
| Ascultare                | 30 minute             | inclusiv 10 minute timp de transfer                    |
| Lectura                  | 60 minute             |                                                        |
| Scriere                  | 60 minute             |                                                        |
| Vorbire                  | 10–15 minute          | împărțit în partea 1, partea 2 (CUE Card) și partea 3. |
| Durata totală a testului | 2 ore și 45 de minute |                                                        |

#### Ascultare
Modulul cuprinde patru secțiuni, cu zece întrebări în fiecare secțiune. Durează aproximativ 40 (pe suport de hârtie) sau 32 (pe calculator) de minute: 30 pentru testare, plus 10 pentru transferarea răspunsurilor pe o foaie de răspuns (pe suport de hârtie) sau 2 pentru reverificarea răspunsurilor (pe calculator).